# Walcha
Pour l’article homonyme, voir Helmut Walcha.
Walcha (1 623 habitants) est un village au sud-est de la Nouvelle-Angleterre, une région de Nouvelle-Galles du Sud en Australie à 425 kilomètres au nord de Sydney à l'intersection de l’Oxley Highway et de la Thunderbolts Way sur l’Apsley River.
Le village est situé à environ 20 km des Aspley Falls et à proximité du parcs nationaux des Oxley Wild Rivers et Werrikimbe.
L'économie du village repose sur l'élevage bovin et ovin et la production de bois.